# Малиновка (Калтанский городской округ)
Малиновка — посёлок (до 2004 — посёлок городского типа) в Кемеровской области, входит в состав Калтанского городского округа.

## География
Расположен на реке Кондома в 26 км к югу от Осинников, в 17 км от Калтана, в 10 км от ст. Сарбала. К югу примыкает посёлок Новый пункт с остановочной платформой 435 км.

## История
Посёлок основан в 1927 году. Назывался Новая Малиновка. В 1958—2004 имел статус посёлка городского типа, но лишился его в 2004 году. Нынешний статус пункта — Посёлок. По мере развития посёлка к нему были присоединены территории близлежащих поселений: Новостройка, Кедровка, Буровка, Верхний Кундель, Нижний Кундель и др. В состав поссовета входили Новый Пункт, Подкорчияк, Карчагол, Верх-Теш.

## Население
| 1959  | 1970    | 1979    | 1989    | 2002    | 2010  |
| ----- | ------- | ------- | ------- | ------- | ----- |
| 6978  | ↗10 276 | ↘10 232 | ↗11 374 | ↘10 235 | ↘8835 |
| 2021  |         |         |         |         |       |
| ↘7299 |         |         |         |         |       |

Население посёлка Малиновка составляет 9,8 тыс. чел. (2004). В 1964 году в посёлке проживали 8,2 тыс. человек, а в 1968 — 11,2 тысячи жителей.

## Транспорт
Железнодорожная станция на линии Новокузнецк — Таштагол и остановочные платформы 431 км и 435 км. Автобусное сообщение с ближайшими городами. Автобусы  № 105, 109 до Калтана, Осинников, а № 122 доезжает до Новокузнецка. Существует также внутрипоселковый маршрут автобуса № 7.

## Организации
МБУЗ «Городская больница № 2», МБОУ «СОШ 30» имени Н. Н. Колокольцова, МАДОУ д/с 12 «Берёзка», МБДОУ д/с 37 «Семицветик», МБДОУ д/с 10 «Солнышко» ,МБУ Дворец культуры «Прогресс», МБУ «Модульная библиотека семейного чтения», Детская школа искусств 37, Спортивная школа, Малиновский психоневрологический дом интернат, Водоканал, ЖКУ, Церковь, Пожарная часть, ОАО филиал шахты «Алардинская», «Калтанский угольный разрез», Разрез «Корчакольский», котельная, 3 лесопилки, Лесхоз, Частное предпринимательство, Учебный центр Кузбассразрезугля.

## Экономика
Предприятия угольной промышленности ОАО филиал шахты «Алардинская». Шахта основана в 1954 году и действует по настоящее время, шахта стала градообразующим предприятием. Калтанский угольный разрез, разрез «Корчакольский», деревообрабатывающие предприятия, ЖД-станция. Торговые организации — «Мария-Ра», «Пятёрочка», частные торговые предприятия.